# Jean-Marie Gantois
Jean-Marie Gantois (Watten, 21 luglio 1904 – 28 maggio 1968) è stato un presbitero belga e un nazionalista fiammingo delle Fiandre francesi.

## Biografia
Jean-Marie Gantois è nato in una famiglia fiamminga francesizzata; era il figlio di un medico di Watten (dipartimento del Nord). Il francese era la sua lingua madre. Dopo studi secondari ad Aire-sur-la-Lys e Hazebrouck, entrò nel seminario di Annapes dove, sotto l'influenza di alcuni professori di spirito fiammingante, iniziò a studiare il fiammingo; descrisse questa realizzazione progressiva nel suo libro Hoe ik myn tael en my volk terugvond (Come ho trovato la mia lingua e il mio popolo) (1942). Con alcuni compagni di seminario, fondò nel 1924 l'Unione fiamminga di Francia (Vlaemsch Verbond van Frankrijk o VVF), un'organizzazione contrassegnata a destra, cattolica e in difesa dei fiamminghi. Era l'anima e animava congressi annuali e incontri letterari; fu anche editore di riviste pubblicate dal VVF tra il 1929 e il 1944, Le Lion de Flandre et De Torrewachter.
Dopo aver studiato letteratura e filosofia all'Università Cattolica di Lilla, fu ordinato sacerdote nel 1932 e divenne vicario a Lilla. Fino alla guerra, ha principalmente difeso le tradizioni culturali fiamminghe nelle Westhoek o nelle Fiandre marittime.

### Durante la seconda guerra mondiale
All'inizio della guerra, il VVF fu bandito dalle autorità francesi, ma nel 1940 padre Gantois, che si era avvicinato alla dottrina nazista della razza germanica, scrisse a Hitler affinché le Fiandre francesi fossero integrate nel Reich tedesco come "membro della nuova comunità germanica" (trovata nella prefettura di Lilla alla Liberazione, la lettera non fu mai letta da Hitler).
Esprime le sue idee in un periodico separatista Le Lion de Flandre, ma questo ha avuto una diffusione limitata, senza molto successo nella popolazione.
Nel 1941, aveva ripreso le attività del VVF, tuttavia le limitava al campo culturale e, a differenza di altri sacerdoti, non incoraggiava mai nessuno a combattere contro il bolscevismo sul fronte orientale. Questa deriva nazionalista e razzista, tuttavia, lo portò ad essere sollevato dalle sue funzioni sacramentali dal cardinale Liénart. Alla liberazione, andò processo e il pubblico ministero chiese la pena di morte. Fu infine condannato a 5 anni di prigione e rapidamente rilasciato e inviato dalla Chiesa come sacerdote di campagna in un villaggio lontano dalle Fiandre.

### Attività politiche dopo la guerra
Nel 1958 partecipò alla creazione del gruppo "De Vlaemsch Vrienden in Frankrijk" ("Gli amici fiamminghi in Francia") e prese parte alla stesura di Notre Flandre, ma non riuscì mai a raggiungere il grande pubblico. Ciò non gli ha impedito di pubblicare un gran numero di articoli, pan-olandesi che pensa sempre al filo conduttore. Fu trovato morto nel Canale di Aa il 28 maggio 1968, qualche tempo dopo la morte di sua madre, in condizioni poco chiare. È sepolto a Watten.
Ha usato lo pseudonimo di "Joris-Max Gheerland".